# Natasja Delanghe
Natasja Delanghe (Aarschot, 24 maart 1973) is een Oostendse kunstschilderes. Zij is ook actief op letterkundig gebied als schrijver van korte verhalen en auteur van enkele dichtbundels.

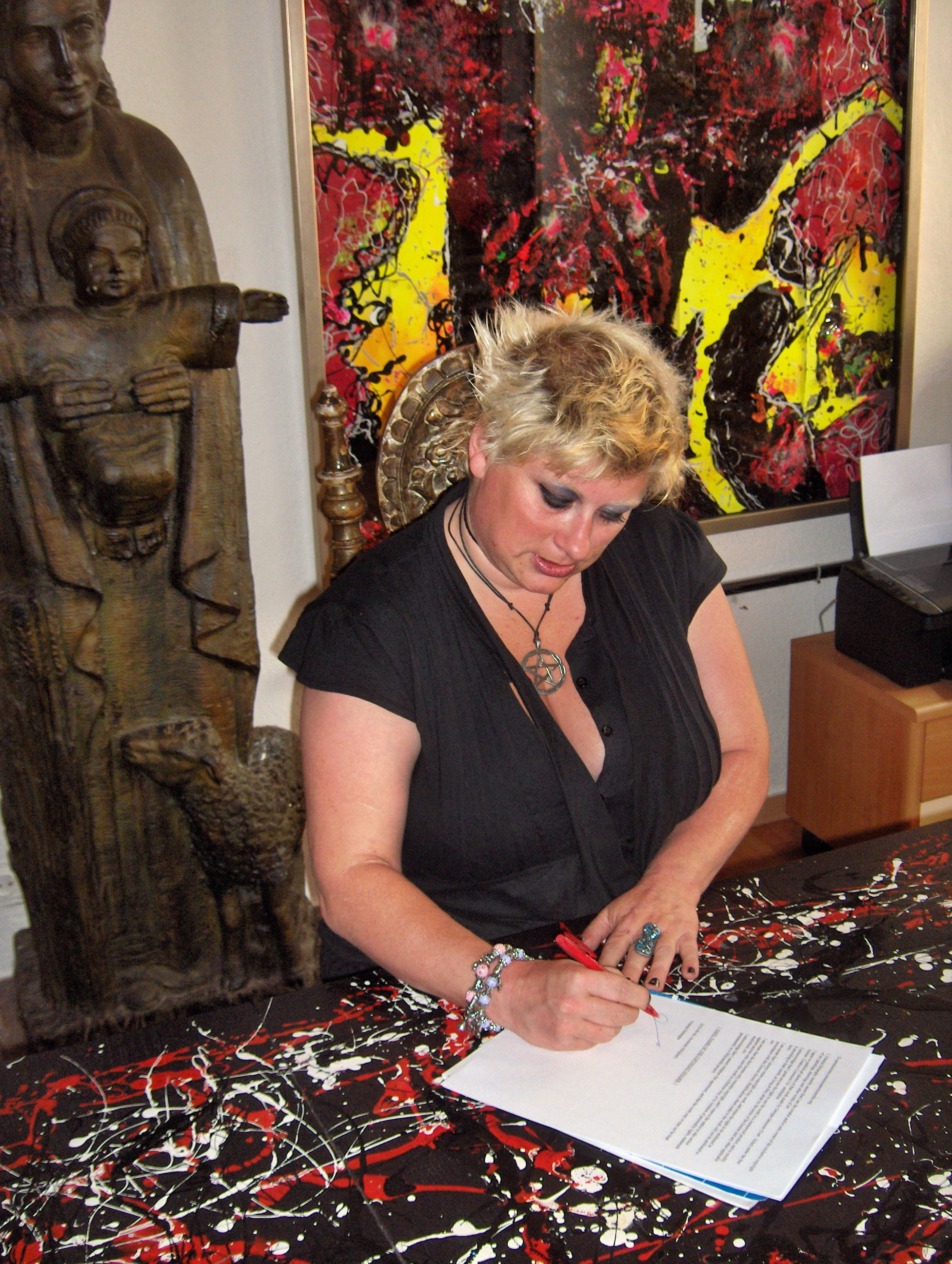
Natasja Delanghe in 2010

## Opleiding
Zij doorliep het secundair onderwijs in het Onze-Lieve-Vrouwecollege te Oostende, afdeling "Moderne Talen – Latijn". Reeds in haar jeugd bleek haar tekentalent. Op artistiek vlak genoot zij een gedeeltelijke opleiding aan de Academie van Oostende, waar ze met grote onderscheiding het diploma Lager Kunstonderwijs behaalde. Haar leraars waren er Danny Bloes en Marc Oorlynck. Zij volgde verder nog diverse cursussen, maar ze is in feite in grote mate autodidact.

## Evolutie
In haar beginperiode schilderde ze nagenoeg kleurloos, omdat kleuren, volgens haar, te veel de diepere, rauwe inhoud van een werk kunnen omfloersen. In deze werken is de symbolische waarde essentieel. De zwart-witte kleuren verbeelden geen ideale droom maar eerder de harde dagelijkse werkelijkheid.
Enkele titels uit deze periode geven dit duidelijk weer : “De wanhoop der eenzaamheid”, “Armageddon” en “Tears in the darkness”.

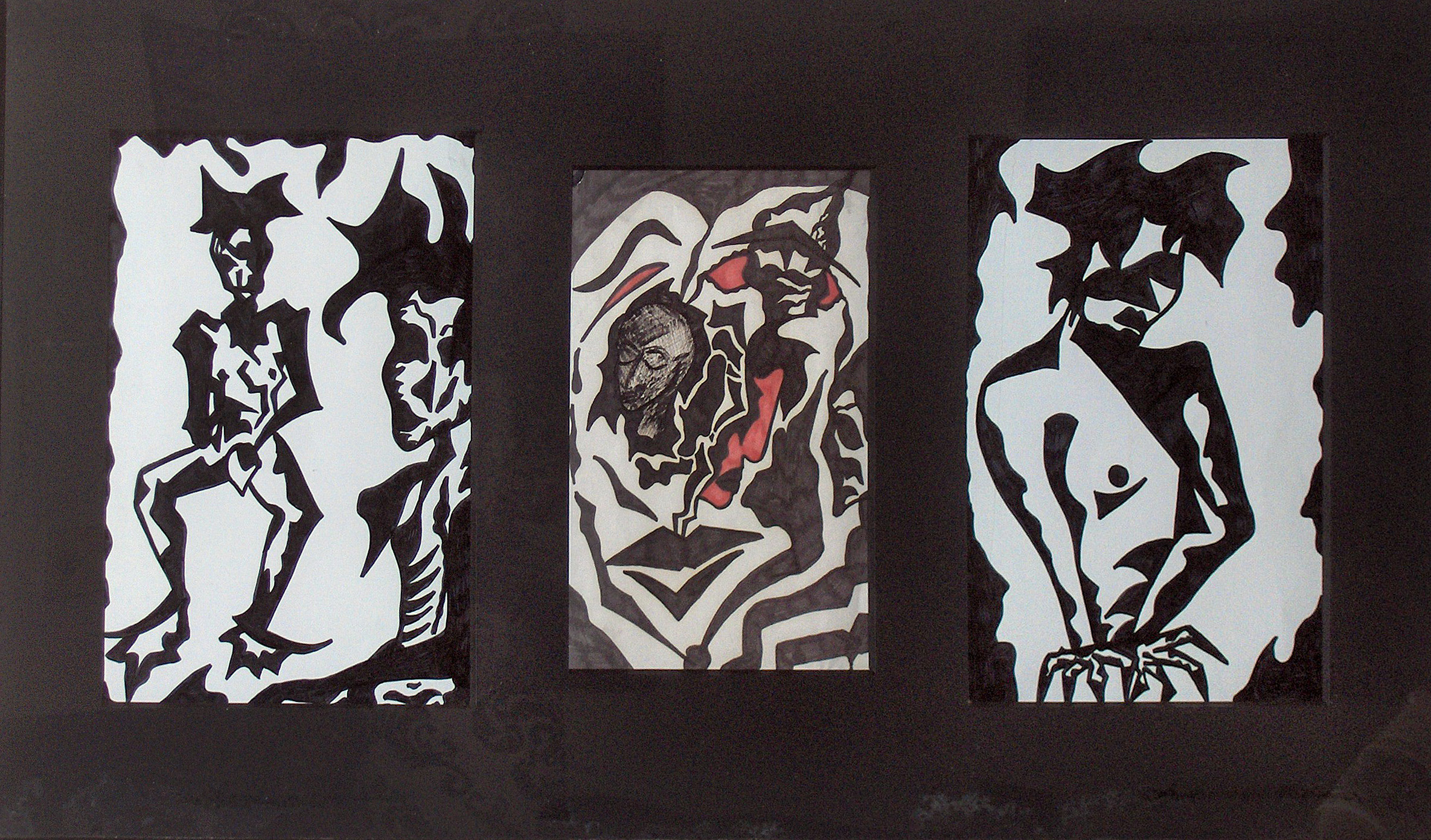
"Gothic Play" (1986)

Haar latere werken tonen de evolutie van haar gevoelens. De kunstenares wijkt nu enigszins af van het strikt figuratieve. De schilderijen blijven sober en somber maar haar palet bevat nu ook spaarzame, donkere kleuren, afgewisseld met een enkele lichtpunten in felle kleuren. In andere werken gaat ze hierop verder en gebruikt ze intens één enkele kleur om steeds opnieuw de vrouw uit te beelden, nu eens in een gitzwarte figuratie, dan weer op een knalrode of een lichtblauwe achtergrond.
Enkele titels uit deze recentere periode zijn : “Whispering Code”, “De zusters”, “Esopet”, “La Fauve”, “Stilzwijgend portret”, “Blue Demon”, “Goddess of Sexual Delight” (1996), “Gothic Play” (1996), “Temptress” (2005)

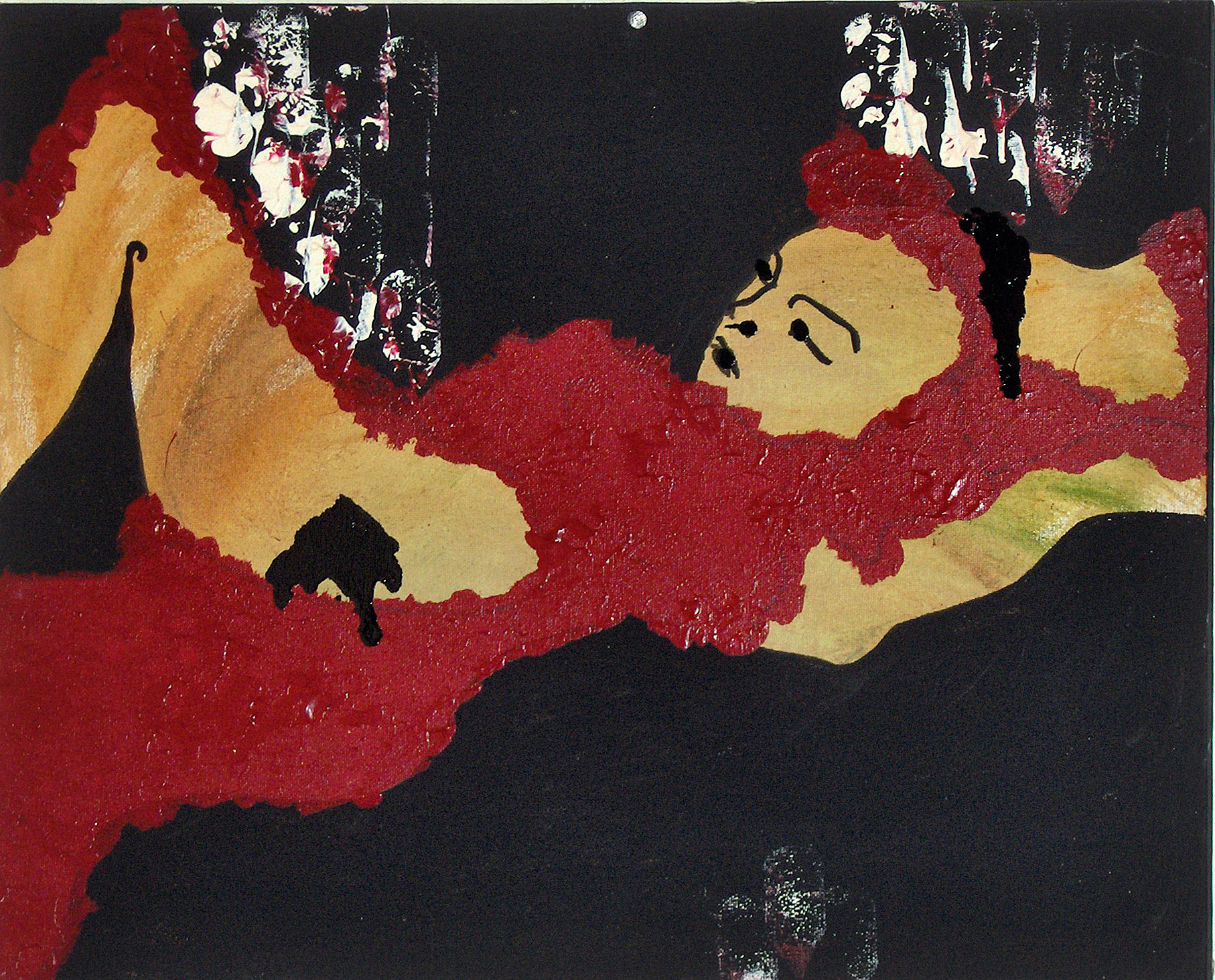
"Goddess of Sexual Delight" (1996)

Vanaf 2007 is ze een totaal andere richting ingeslagen met een grondige wijziging van het thema en techniek. Zij beeldt nu de decadentie van de hedendaagse maatschappij uit met afbeeldingen van demonen, heksen en mythologische figuren. Zij gebruikt geen canvas meer maar gerecycleerd papier waarop ze gemengde technieken toepast : gebruik van autolak, glasscherven, touwen en zand. Zij gebruikt nu heel veel kleuren en ook blacklight verf. Deze verf licht fluorescerend op in het duister wanneer het belicht wordt met UV-licht. Maar ook in het gewone daglicht maakt deze verf de kleuren zeer levendig. Zij gebruikt hierbij de techniek van “action painting” (in de stijl van Jackson Pollock) waardoor het figuratief thema van het schilderij haast volledig verborgen wordt achter een spel van kleuren en grillige lijnen, maar sterk naar voren komt bij belichting met UV-licht.
Enkele titels uit deze recentste periode zijn : “Sjaman dance” (2007), “The Witches' Mirror” (2007), “Devouring Daemon” (2010), “Daemon of Solitude” (2010), “Horned Hekate” (2010)

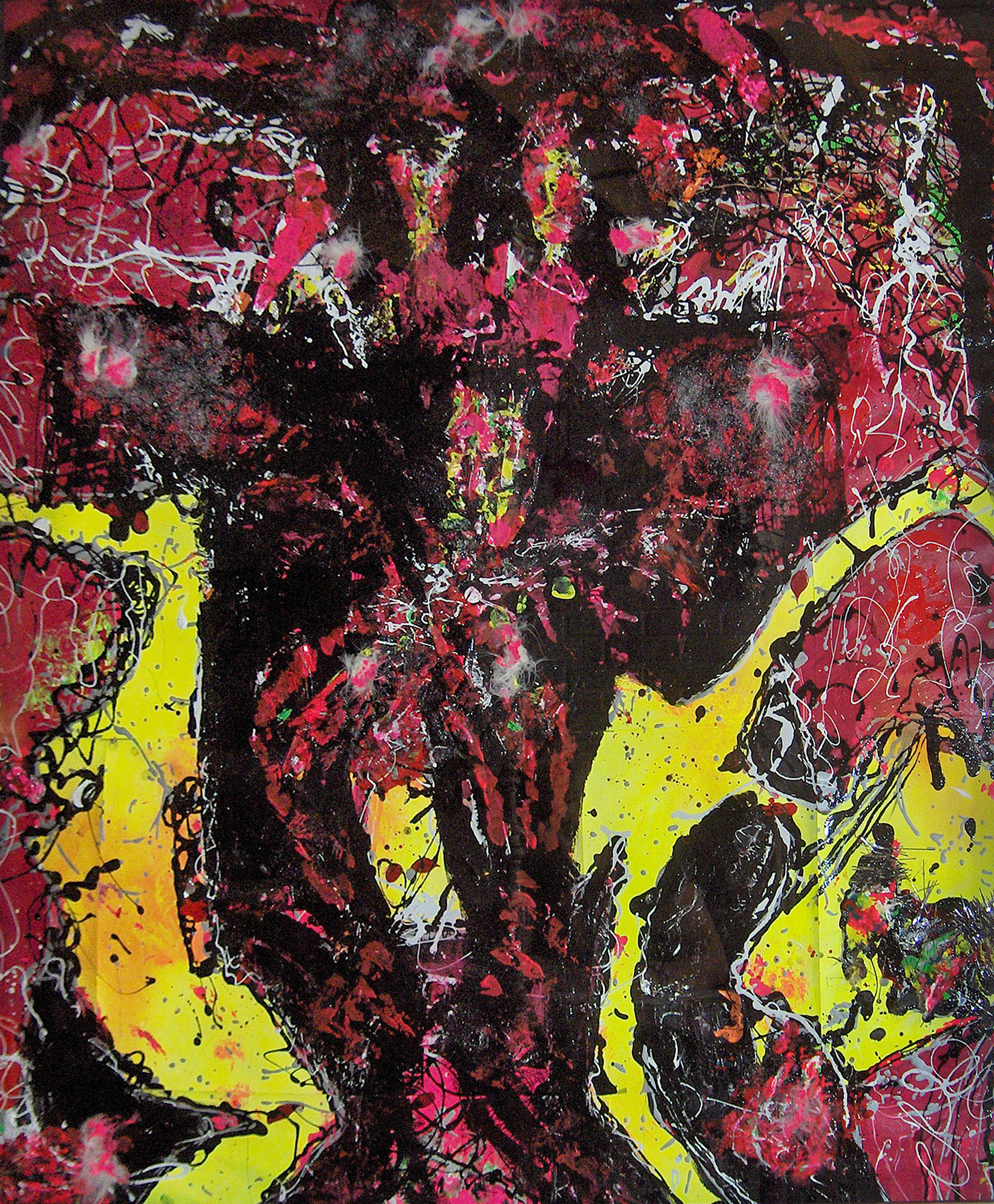
"Devouring Daemon" (2010)

Sinds 2010 heeft ze zich ook toegelegd op aquarellen, tekeningen in Oost-Indische inkt en pastelschilderijen. Sinds 2000 heeft ze ook een aantal maskersculpturen in gemengde techniek gemaakt.

## Thematiek
Zij schildert in zekere mate figuratief, waarbij, in haar eerste periode, de vrouw haar geliefkoosd thema werd. Haar werken zijn een klankbord van haar kwetsbare gevoelens, vooral een uiting van angst, pijn en eenzaamheid.
Dit veroorzaakt een nefast en deprimerend gevoel op de toeschouwer. Maar voor Natasja Delanghe kan kunst slechts ontspruiten uit het diepe lijden van een ziel, getormenteerd door het onbegrip van de maatschappij.
De symbolische figuratieve taferelen in haar eerste werken zijn vooral een uiting van de negatieve aspecten van de westerse jongerencultuur. De gevoelens in deze werken zijn de plastische verwerking van de moeilijke geestelijke zwerftocht die zij doormaakte op weg naar de volwassenheid en de gevoelens waarmee ze worstelde en maar niet op bevredigende wijze in het reine kon komen. Zij kon zich evenmin inpassen in de vervlakking van haar generatie. Zij kon zich niet aarden en stelde zich anders op door te rebelleren en te provoceren. Zij worstelde met negatieve gevoelens zoals vervreemding, menselijke tekorten, het onvermogen gevoelens te verwoorden. De thematiek van liefde, erotiek, leven en dood hield haar in de ban.
De rauwheid die tot uiting komt in haar sombere, zwaarmoedige werken toont ons hoe de kunstenares gevangen zit in haar kwetsbaar en getormenteerd innerlijke. Haar agressieve boodschap aan de buitenwereld is niet gratuit of optimistisch. Zij daagt schreeuwend de toeschouwer uit met werk dat beklijft.

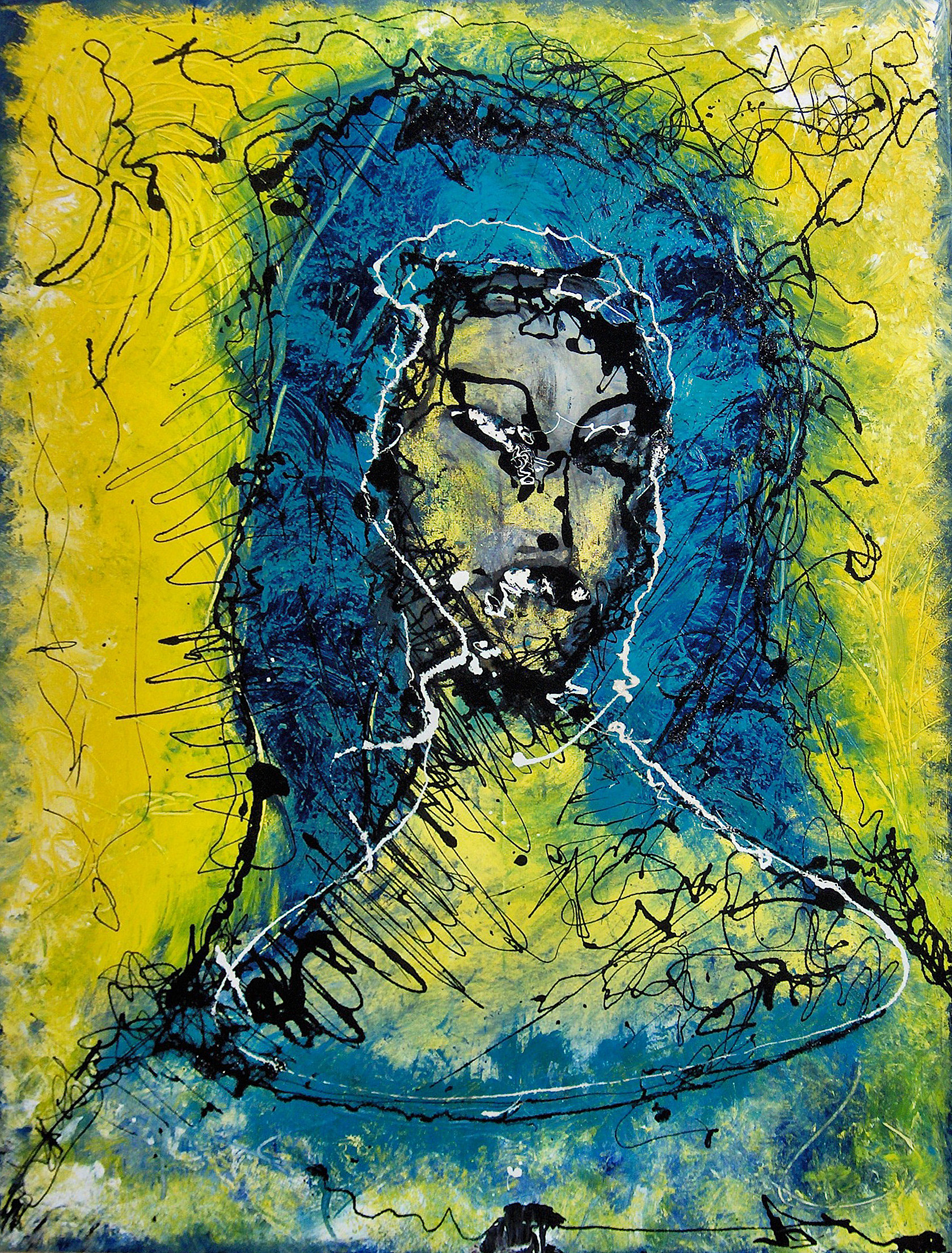
"The Witches' Mirror" (2007)

## Letterkundig werk
Natasja Delanghe is niet alleen dichteres maar schreef ook kortverhalen, Deze zijn een spontane uitlaatklep voor haar somber gemoed : “Ik schrijf als ik lijd, in plaats van te wenen, Ik schrijf geen vrolijke dingen”. In haar gedichten is zij oprecht, spontaan en eerlijk maar vooral pessimistisch.
Zij werd in 1997 bekroond met de Jeanne Vande Putte prijs voor poëzie, Zij was tevens in 1998 een van de laureaten van de eerste poëziewedstrijd van de stad Oostende,
Zij werd in 1997 stichtend lid van het dichterscollectief "Tegen-Stellingen" samen met Vincent Billiau, Jan Ducheyne, Kari Bert, Gilberte Deleger, Frank Decerf en Mark Braet. Dit collectief kende slechts een kort bestaan en verdween reeds na drie jaar. Zij is ook een initiële medewerkster aan het driemaandelijks literair tijdschrift “Schijngestalten”.

### Publicaties
- “De Spiegel van het Vrouw-Zijn” : 25 gedichten, waarvan ze er een schreef op veertienjarige leeftijd.

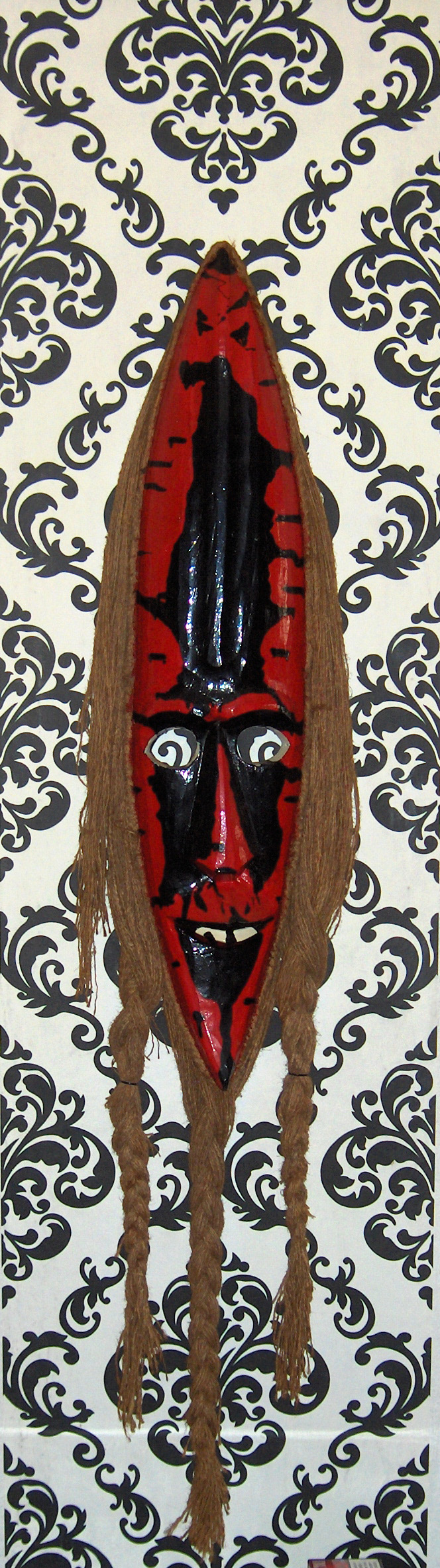
"Daemon Mask" (2002)

- “De toorts der stilte” (1994)
- “Tranen van terreur” (1995)
- “Beelden van hoge bomen” (1996)
- Van zonden zacht en zoet” (1996)

## Tentoonstellingen
Zij stelde reeds tentoon op zestienjarige leeftijd en behaalde toen in 1989 de eerste prijs in de biënnale voor kunstschilderes in het Feest- en Cultuurpaleis van Oostende. Toen reeds werd ze door de recensent van het dagblad “Het Volk” “een mogelijk wonderkind” genoemd.
Daarna volgde de ene tentoonstelling na de andere, waarbij ze regelmatig in de prijzen viel of een gouden medaille won.
- 1989 : Feest- en Cultuurpaleis, Oostende ;
- 1990 : Casino-Kursaal, Oostende; Taverne Lautrec, Middelkerke.
- 1991 : “Museum voor Religieuze Kunst”, Oostende; “Galerie Option Art”, Oostende
- 1992 : “Anto Diez Centrum”, Bredene; “Galerie Deketelaere”, Oostende.
- 1993 : “Co-Art Centrum”, Oostende; “Museum voor Schone Kunsten”, Oostende
- 1994 : “Chambrettes d'Amis”, Roeselare; “Anto Diez Centrum”, Roeselare; Stadhuis, Ichtergem
- 1995 : “Museum voor Schone Kunsten”, Oostende; “Feest- en Cultuurpaleis, Oostende; “Galerie Litera-Este”, Oostende; “Galerie Luka”, Oostende
- 1996 : “Oud College”, Roeselare; “Galerie Litera-Este”, Oostende
- 1997 : “Museum voor Schone Kunsten”, Oostende; Kasteel Woumen, Diksmuide
- 2003 : “Museum voor Schone Kunsten”, Oostende
- 2005 : Vijfde salon van Oostendse kunstenaars in het Feest- en Cultuurpaleis, Oostende
- 2006 : “Venetiaanse Gaanderijen”, Oostende
- 2008 : Oud Hospitaal, Oostende; Galerij 3 K, Berchem (Antwerpen)
- 2009 : BZIO, Oostende
- 2010 : BZIO, Oostende (groepstentoonstelling met pastels)
- 2011 : Oud Hospitaal, Oostende